# Saosin
Saosin — американський рок-гурт, створений у 2003 році в окрузі Оріндж, штат Каліфорнія. Спочатку до складу гурту входили Бо Берчелл, Джастін Шекоскі, Зак Кеннеді, Пет Маграт та Ентоні Ґрін. Дебютний мініальбом Translating the Name вийшов того ж року. Однак Ґрін покинув гурт з особистих причин, і в 2004 році його замінив вокаліст Коув Ребер. З Ребером гурт випустив однойменний дебютний альбом Saosin у 2006 році на лейблі Capitol Records.
Другий студійний альбом, In Search of Solid Ground, вийшов у 2009 році на лейблі Virgin Records, до якого увійшли перезаписані треки з попереднього мініальбому, The Grey EP. Ребер покинув гурт у 2010 році, що спричинило певну перерву у творчості. Saosin возз'єдналися у 2013 році з усіма оригінальними учасниками, окрім Кеннеді, і знову почали гастролювати. У 2016 році вони випустили третій студійний альбом Along the Shadow, який ознаменував повернення Ґріна до складу гурту. Альбом вийшов на лейблі Epitaph Records.
Музичний стиль Saosin часто асоціюється з жанрами емо та постгардкор, вони відомі гармонізуючим вокалом і характерними прийомами гри на соло-гітарі, такими як затримки та натуральні гармоніки. Незважаючи на кілька змін у складі гурту протягом багатьох років, Берчелл залишається єдиним незмінним учасником гурту з моменту його заснування.

## Походження назви
Назву гурту «Saosin» спочатку запропонував Ентоні Ґрін. З китайської «Saosin» перекладається як «обережний» (小心 xiǎo xīn). Термін походить від прислів'я 15-го століття, яке радить батькам не прив'язуватися емоційно до дружин своїх синів, оскільки вони можуть несподівано піти з життя через шлюб, укладений заради фінансової вигоди. Ґрін пояснював значення цієї назви, припускаючи, що воно символізує мінливість усього сущого і безглуздість надмірної прив'язаності до когось або чогось, оскільки все одно все буде втрачено.
Хоча особисте тлумачення Ґріном терміну 小心 є дещо незрозумілим, загалом він використовується в китайській мові для вираження обережності. Примітно, що Ґрін раніше використовував «Saosin» як назву треку у шкільному гурті Audience of One, зокрема в альбомі I Remember When This All Mean Something.
18 червня 2023 року, під час виступу на честь 20-річчя гурту в Гарден-Гроув, Каліфорнія, Кріс розповів, що Бо спочатку запропонував назвати гурт «The Gift».

## Історія

### 2003—2004: заснування таTranslating the Name
Початковий склад Saosin, до якого входили Берчелл, Шекоскі, Кеннеді та Ґрін, зібрався разом влітку 2003 року. 17 червня гурт представив дебютний комерційний продукт, мініальбом під назвою Translating the Name. Реліз отримав миттєвий успіх і здобув значну популярність на різних вебфорумах та музичних сайтах.
Saosin спочатку отримали визнання завдяки Інтернету, культивуючи самобутню музичну ідентичність ще до випуску першого повноформатного студійного альбому. Вони стали відомими на платформах соціальних мереж і сайтах для обміну музикою, особливо на MySpace. За оцінками, мініальбом розійшовся накладом приблизно 62 000 копій.
Під час запису мініальбому Translating the Name басист Зак Кеннеді вирішив покинути гурт, щоб зайнятися мистецтво, і його замінив Кріс Соренсон. Крім того, Пет Маграт, який раніше грав на барбанах у Slayer, був найнятий для запису барабанів для мініальбому. Барабанні композиції в основному були написані Берчеллом. Алекс Родрігес, який спочатку не зміг взяти участь у записі мініальбому через попередні зобов'язання перед гуртом Open Hand, був тимчасово замінений Денні Кінгом для живих виступів, поки Родрігес не зміг перейти на повну зайнятість у Saosin після виконання зобов'язань в Open Hand. Після виходу Translating the Name, Saosin відправилися в турне по США разом з гуртами Boys Night Out і Anatomy of a Ghost.
У лютому 2004 року гурт пройшов через численні зміни, коли вокаліст Ентоні Ґрін покинув Saosin і згодом заснував гурт Circa Survive. Серед причин виходу Ґрін назвав тугу за домівкою, депресію і бажання бути ближче до сім'ї. Він також висловлював невдоволення гуртом Saosin: висловлював невдоволення творчим напрямком Saosin і виключенням з процесу написання пісень. Щоб виконати решту зобов'язань перед Warped Tour, вокальні обов'язки тимчасово взяв на себе Філіп Снід з гурту Story of the Year. Згодом було проведено прослуховування, щоб знайти заміну Ґріну.
Translating the Name визнали альбомом, що розширив межі жанру постгардкор і змінив музичний ландшафт. Видання Alternative Press відзначило, що з виходом цього мініальбому Saosin здійняв хвилі андеграундної музичної сцени, привернувши до себе значну увагу звукозаписних лейблів.

### 2004—2006: вступ Коува Ребера та однойменний мініальбом
Після виснажливого процесу прослуховування і короткого періоду залучення запрошених вокалістів для демозаписів, гурт представив нового постійного вокаліста, тоді ще 19-річного Коув Ребер. Ребер приєднався до гурту після того, як надіслав акустичну демокасету з піснею «Mookie's Last Christmas», треком, який відтоді став доступним в Інтернеті. Цікаво, що це демо, як вважають, містить деякі пісні з їхнього попереднього релізу, Translating the Name. Вперше почувши демо, Бо Берчелл запідозрив, що це був розіграш, організований Ентоні Ґріном, зважаючи на дивовижну вокальну схожість між Ребером і Ґріном під час оригінального запису.
В інтерв'ю для Euphonia Online Ребер висловив захоплення новими колегами по гурту, зазначивши: «Всі, з ким я грав, хочуть робити музику справою свого життя… Saosin — це гурт зовсім іншого рівня. Всі ці чуваки просто фанатіють від музики».
Приєднання Ребера стало викликом для гурту, оскільки для фанатів Ентоні Ґрін, з його більш досвідченим вокалом, був центральною фігурою. Багато фанатів вважають, що період з Ґріном відрізняється від епохи з Ребером, що викликає постійні суперечки про те, хто з вокалістів краще підходить для гурту в цілому.
Тієї ж зими Saosin вирушили у свій перший тур Taste of Chaos, розділивши сцени з відомими гуртами, як-от The Used, My Chemical Romance, Killswitch Engage, Senses Fail і A Static Lullaby. У березні гурт підписав контракт з Capitol Records і знову взяв участь у американському турі Warped Tour. Влітку того ж року вони випустили мініальбом Saosin. Capitol Records вирішив випустити його як мініальбом, хоча спочатку праця була задумана як безкоштовний семплер. До нього увійшли демоверсії пісень, які згодом з'явились на дебютному повноформатному альбомі. Під час цього туру було знято відеокліп на новий сингл «Bury Your Head». Протягом 2005 року гурт продовжував активно гастролювати, виступаючи на розігріві у гуртів, як-от Avenged Sevenfold і Coheed and Cambria.

### 2006—2008: однойменний альбом таCome Close
Після перерви у гастролях з лютого по червень, виступу на Warped Tour 2006 і численних демозаписів та збірок, Saosin випустили перший повноформатний альбом Saosin 26 вересня 2006 року. Для виробництва альбому гурт найняв відомого музичного продюсера Говарда Бенсона. Бенсон працював з кількома великими рок-гуртами, як-от My Chemical Romance та Blindside. Гітарні рифи альбому увійшли до списку «Найкращих гітарних рифів року 2000-х» за версією Alternative Press. Перший сингл «Voices» увійшов до списку 46 найкращих постгардкор-пісень 2000-х, а другий сингл «You're Not Alone» — до списку 10 найкращих емо-пауер-балад за версією Alternative Press.
Протягом решти 2006 року Saosin гастролювали в рамках міжнародного туру «International Taste of Chaos Tour», відігравши перші концерти за межами Америки. Вони також гастролювали Сполученими Штатами з Bleeding Through і Senses Fail. Вони продовжували гастролювати весь 2007 рік, почавши з туру з Senses Fail, Alexisonfire, The Sleeping і Drop Dead, Gorgeous. Saosin також запросили на частину туру некомерційну організацію Invisible Children. У лютому вони приєдналися до туру Taste of Chaos 2007. З квітня по червень вони гастролювали в Європі, Австралії, Японії та Індонезії.
Коли Saosin повернулися додому, вони вирушили в хедлайнерський тур з Poison the Well, The Receiving End of Sirens, Fiore і Flight 409. Наприкінці літа 2007 року вони були частиною туру «Projekt Revolution» гурту Linkin Park.
Після цього вони стали хедлайнерами ще одного туру по США і Канаді з Alexisonfire, Envy on the Coast, Norma Jean і The Dear and Departed. Концертний матеріал записали під час зупинки туру 3 листопада 2007 року в Театрі живих мистецтв у Філадельфії, штат Пенсильванія. Концертний матеріал скомпонували для концертного альбому та концертного фільму під назвою «Підійди ближче».
Saosin гастролювали з 26 січня по 8 лютого 2008 року з Armor for Sleep, Meriwether і The Bled; з 9 по 16 лютого до них приєдналися Fear Before. У лютому-березні вони відвідали Австралію, після чого 7 березня виступили у Сінгапурі на розігріві у Incubus у рамках їхнього туру Light Grenades Tour. Дорогою додому вони також відвідали Балі, Гаваї і Мексику. Після двох заключних концертів вдома в Каліфорнії у квітні, вони взяли дев'ятимісячну перерву в гастролях.

### 2008—2010: мініальбомThe Greyта альбомIn Search of Solid Ground
Saosin повернулися до гастролей у жовтні 2008 року разом з Underoath і The Devil Wears Prada.
На початку 2009 року вони розпочали запис нового альбому з продюсером Бутчем Вокером. Вони співпрацювали з компанією Hurley, щоб транслювати процес запису в прямому ефірі на сайті Hurley.
Saosin випустили новий мініальбом під назвою The Grey EP 14 жовтня 2008 року. Він продавався на гастролях і в iTunes і містив три нові демозаписи, а також акустичну версію «Come Close». Метою The Grey EP було показати демозаписи, які вони записували; подібно до того, як мініальбом Saosin містив демозаписи для їхньої дебютної довгогральної платівки.
Saosin випустили In Search of Solid Ground 8 вересня 2009 року. Дві пісні вийшли у вигляді скачування для всіх, хто купив футболку, а також у вигляді цифрового передзамовлення. Це були «On My Own» і «Is This Real». Ці дві пісні вийшли як сингли на iTunes 4 серпня 2009 року. 5 серпня нова пісня під назвою «Changing» стала доступна для прослуховування в Інтернеті. Потім сингл виклали для завантаження на iTunes 11 серпня. Інший трек під назвою «The Worst of Me» також вийшов як частина безкоштовного пакету пісень Warped Tour на сайті hurley.com/warpedtour. Пісня «Why Can't You See?» була доступна на Last.fm.
Пісня «Move Slow» вийшла на телешоу, як оригінальний саундтрек NCIS. Пісня «Deep Down» вийшла в травні 2010 року.
Saosin гастролювали по Австралії протягом червня 2010 року на підтримку австралійського туру гурту Story Of The Year. До них приєднались Blessthefall.
Три невидані пісні Saosin просочилися в інтернет через трансляцію Hurley Live Recording Stream, яку вони вели під час запису альбому In Search of Solid Ground. Шанувальники назвали їх «The Norma Jean Song», «Back to Greatness», а третя пісня досі відома як «Untitled».
Гурт заявив у Твіттері, що вони покинули лейбл Virgin Records і повертаються до формату «DIY».

### 2010—2014: вихід Коува Ребера та період неактивності
21 липня 2010 року гітарист Бо Берчелл повідомив шанувальникам Saosin, що гурт розходиться з вокалістом Коувом Ребером. Це рішення було викликане занепокоєнням з приводу погіршення сценічної гри і вокальних здібностей Ребера. За словами Берчелла, «ми не відчували, що він може добре представляти на сцені музику, яку ми записали».
Після виходу з Saosin, Коув Ребер став вокалістом гурту Dead American.
На тлі невизначеності щодо майбутнього Saosin, гітарист Бо Берчелл ділився новинами про прогрес гурту у студії, висловлюючи ентузіазм щодо майбутнього альбому. Вихід Ребера поставив питання щодо вокального напрямку гурту і пошуку йому заміни.
З'явилися повідомлення, що Чарльз Ферні, вокаліст Secret and Whisper, може зайняти вакантне місце вокаліста. Однак Saosin швидко спростували ці заяви на своїй сторінці у Facebook, стверджуючи, що вони ще не знайшли нового вокаліста.
Були припущення, що вокаліст Tides of Man Тіліан Пірсон пройде прослуховування на вакантне місце Saosin. Пірсон підтвердив ці чутки і визнав зацікавленість у приєднанні до Saosin, що зрештою призвело до його виходу з Tides of Man. Однак Джастін Шекоскі уточнив, що хоча Пірсон і проявив сильне бажання приєднатися до Saosin, гурт ще не зустрічався з ним особисто.
У цей період витік демо підживлював слухи про причетність Пірсона до Saosin. В одному з інтерв'ю Пірсон пояснив, що витік демо був для треку, над яким працював басист Saosin, Кріс Соренсон, а Пірсон надав для нього вокал.
Зв'язок Тіліана Пірсона з Saosin залишався невизначеним, і не було зроблено жодних офіційних заяв щодо його статусу у гурті. 23 лютого 2012 року на сторінці Saosin у Твіттері з'явилося повідомлення про те, що гурт більше не веде активних пошуків нового вокаліста, що залишило під питанням їхній майбутній напрямок розвитку.
Незважаючи на періоди бездіяльності і чутки про розпад, Saosin розвіяли слухи у листопаді 2012 року, поділившись фотографією зі студії у своїх соціальних мережах, натякаючи на роботу над новою музикою.
16 грудня 2012 року, під час виступу на біс, Ентоні Ґрін, колишній вокаліст Saosin, вперше за майже десять років приєднався до Бо і Джастіна на сцені, виконавши пісню «Seven Years».
У лютому 2013 року Saosin натякнули на продовження діяльності, оголосивши, що вони написали 14 нових пісень, викликавши очікування серед своїх шанувальників.
Друге демо за участю Тіліана Пірсона, записане поверх інструментального треку, який спочатку вийшов як бонус-трек на iTunes-версії альбому In Search of Solid Ground під назвою «Exfoliator», з'явилося на YouTube 7 травня 2013 року.
В інтерв'ю Alternative Press Ентоні Ґрін висловив зацікавлення щодо ідеї возз'єднання з Saosin, якщо час і обставини будуть сприятливими, розмірковуючи про десятирічний ювілей гурту з моменту виходу мініальбому Translating The Name.
25 січня 2014 року Бо Берчелл продовжував натякати на діяльність Saosin, опублікувавши в Твіттері фотографію зі студії Hurley Studios, на якій видно, що він записує барабани з Алексом Родрігесом.

### 2014—2022: повернення Ентоні Ґріна таAlong the Shadow
17 травня 2014 року Saosin зробили важливу заяву, виступивши на фестивалі Skate and Surf, а потім на початку червня 2014 року вирушили у турне Західним узбережжям, возз'єднавшись з першим вокалістом, Ентоні Ґріном.
Під час інтерв'ю для Alternative Press гурт натякнув на можливість майбутньої співпраці з Ентоні Ґріном, що ще більше підігріло очікування серед шанувальників.
З 19 по 25 січня 2015 року Saosin відправилися в турне з Ентоні Ґріном, який повернувся вокалістом. Під час цих шоу вони представили дві нові пісні і оголосили про прогрес у створенні нового повноформатного альбому.
У 2015 році, після 13 років співпраці, Джастін Шекоскі покинув Saosin і згодом став соло-гітаристом гурту The Used. На роль соло-гітариста під час майбутнього туру Східним узбережжям був запрошений Філ Сґроссо, тодішній учасник Wovenwar (та колишній гітарист As I Lay Dying).
Під час весняного туру 2016 року Saosin оголосили, що їхній довгоочікуваний новий альбом вийде 20 травня. Напередодні цього релізу вони представили кілька музичних відео, включаючи «The Silver String» 16 березня 2016 року, «Racing Toward A Red Light» 6 квітня 2016 року, і «Control and the Urge to Pray» 27 квітня 2016 року, всі вони створювали атмосферу очікування альбому.
Нарешті, 20 травня 2016 року Saosin випустили альбом Along the Shadow на лейблі Epitaph Records.
16 і 17 грудня 2018 року Saosin виступили на сцені Glass House в Помоні. Гурт возз'єднався зі своїм колишнім фронтменом, Коувом Ребером, на двох концертах. Під час цих виступів вони виконали культові треки, як-от «Voices», «You're Not Alone» та дует «Seven Years» за участю Ребера та Ентоні Ґріна. Гурт вперше за вісім років виступив на сцені з Ребером після його виходу у 2010 році.
У 2020 році Saosin випустили чотири сингли, всі з вокалом Ентоні Ґріна. Серед цих релізів була оновлена версія раннього демо «I Can Tell There Was an Accident Here Earlier», а також три переспіви «Mookie's Last Christmas», включаючи ремікси Monogram Sound і Jeremy Sh Griffith, разом з акустичною інтерпретацією.
10 листопада 2022 року Saosin заявили про перший австралійський хедлайнерський тур у березні 2023 року. Однак, цей тур зіткнувся з критикою громадськості через його просування під назвою «All The Hits, All The Albums», оскільки гурт виконував лише пісні за участю Ґріна як вокаліста.

### 2023— дотепер: концерти в честь 20-річчя мініальбомуTranslating the Name, залучення Ребера та четвертий альбом
3 травня 2023 року сингл Saosin 2006 року «You're Not Alone» отримав золотий сертифікат RIAA.
На честь 20-річчя дебютного мініальбому Translating the Name Saosin влаштували два концерти в Гарден-Гроув, Каліфорнія, 17 і 18 червня. Ці шоу включали спеціальний вступний сет із поверненням вокаліста Коува Ребера, а також виступи Донована Мелеро та Зака Кеннеді, учасника-засновника гурту.
29 серпня 2023 року Saosin оголосили друге турне Азією та Австралією, в якому Коув Ребер став частиною гастрольного складу.
25 лютого 2024 року гітарист Бо Берчелл через офіційний сервер Discord повідомив про значний розвиток подій щодо майбутнього альбому. В ньому Ребер візьме на себе роль вокаліста. На тлі цього оголошення, невизначеність нависла над статусом Ентоні Ґріна, який повернувся до гурту в 2014 році. Співпраця з Ребером стане його третьою участю в альбомі після виходу з гурту у 2010 році.

## Музичний стиль
Звучання Saosin описують як постгардкор, емо, інді-рок, альтернативний рок, скримо, і метал.

## Склад гурту
| Поточний склад - Бо Берчел — ритм-гітара, бек-вокал (з 2003), фортепіано, клавішні (2003—2008), соло-гітара (з 2015) - Кріс Соренсон — бас, бек-вокал (з 2003), фортепіано, клавішні (2003—2008, з 2014) - Алекс Родрігез — ударні, перкусія (з 2004) - Ентоні Ґрін — вокал, додаткові гітари (2003—2004, з 2014) - Коув Ребер — вокал, фортепіано, клавішні, додаткові гітари і перкусія наживо (офіційний учасник 2004—2010, з 2024; разові виступи в 2018, 2023) Поточні гастрольні учасники - Філ Сґроссо — гітара (з 2016) | Колишні учасники - Зак Кеннеді — бас (2003; разовий виступ в 2023) - Джастін Шекоскі — соло-гітара, беквокал (2003—2015) Колишні гастрольні учасники - Денні Кінґ — ударні, перкусія (2003) - Філіп Снід — вокал (2004) - Кен Флойд — гітара (2010) Сесійні учасники - Пет Магрет — ударні, перкусія (2003, в Translating the Name) - Тіліан Пірсон — вокал (2011, на демо) |

## Дискографія

### Студійні альбоми
- Saosin (2006)
- In Search of Solid Ground (2009)
- Along the Shadow (2016)

### Живі альбоми
- Come Close (2008)

### Мініальбоми
- Translating the Name (2003)
- Saosin (2005)
- The Grey (2008)

### Музичні відео
| Рік  | Назва                                                   | Режисер        |
| ---- | ------------------------------------------------------- | -------------- |
| 2003 | «Seven Years»                                           | Денні Берк     |
| 2003 | «3rd Measurement in C»                                  | Денні Берк     |
| 2005 | «Bury Your Head»                                        | Денні Берк     |
| 2006 | «Voices» (Live Water Street Music Hall — Rochester, NY) | Крістофер Сімс |
| 2007 | «Voices»                                                | Крістофер Сімс |
| 2007 | «You're Not Alone»                                      | Popcore Films  |
| 2007 | «You're Not Alone» (Live)                               | Нік Ламбру     |
| 2009 | «Is This Real»                                          | Крістофер Сімс |
| 2009 | «On My Own»                                             | Крістофер Сімс |
| 2009 | «Changing»                                              | Стівен Шустер  |
| 2016 | «The Silver String»                                     | Ендрю Шварц    |
| 2016 | «Racing Toward a Red Light»                             | Ендрю Шварц    |